# 宁德地区
宁德地区，福建省已撤消的地区。
1971年6月，由福安专区改置。在今福建省东部。辖福安、宁德、福鼎、霞浦、寿宁、周宁、古田、屏南、罗源、连江。
1975年，恢复柘荣县。
1983年4月，划连江、罗源为福州市管辖。
1988年，撤宁德县，设县级宁德市（县级）。
1989年11月13日，国务院批准福安撤县建市。
1995年10月13日，民政部批复：经国务院批准，同意福鼎撤县设市（县级）；同年12月27日，福鼎市政府正式挂牌成立。
1999年11月14日，国务院批准同意撤销宁德地区和县级宁德市，设立地级宁德市。市政府驻新设立的蕉城区。宁德市设立蕉城区，以原县级宁德市的行政区域为蕉城区的行政区域。区政府驻八一五中路。宁德市辖原宁德地区的寿宁县、霞浦县、柘荣县、屏南县、古田县、周宁县和新设立的蕉城区。原宁德地区的福安市和福鼎市由福建省直辖。2000年，正式成立宁德市人民政府。